# Lennart Grufberg
Anders Lennart Grufberg, född 14 december 1945 i Stockholm, är en svensk jurist och ämbetsman. Han var 2003–2008 en av tre riksrevisorer vid Riksrevisionen.
Lennart Grufberg har arbetat på Finansdepartementet, på Länsstyrelsen i Stockholms län och som överdirektör på Riksskatteverket 1983–1995. År 1995 blev han ordförande i Revisorsnämnden och 2002 tillträdde han som kammarrättspresident för Kammarrätten i Sundsvall.
Grufberg utsågs som en av tre riksrevisorer vid den 1 juli 2003 nyinrättade Riksrevisionen och var även ordförande för organisationskommittén som skulle upprätta myndigheten. Vid tillträdet som riksrevisor fick han revisionsansvar för "sakområde 1" som omfattade säkerhet, samordning, samhällsekonomi och finansförvaltning. Grufberg efterträddes 2008 som riksrevisor av Claes Norgren.
Lennart Grufberg är sedan 1986 gift med den åländska politikern Ritva Sarin-Grufberg.